# St. Anton (München)

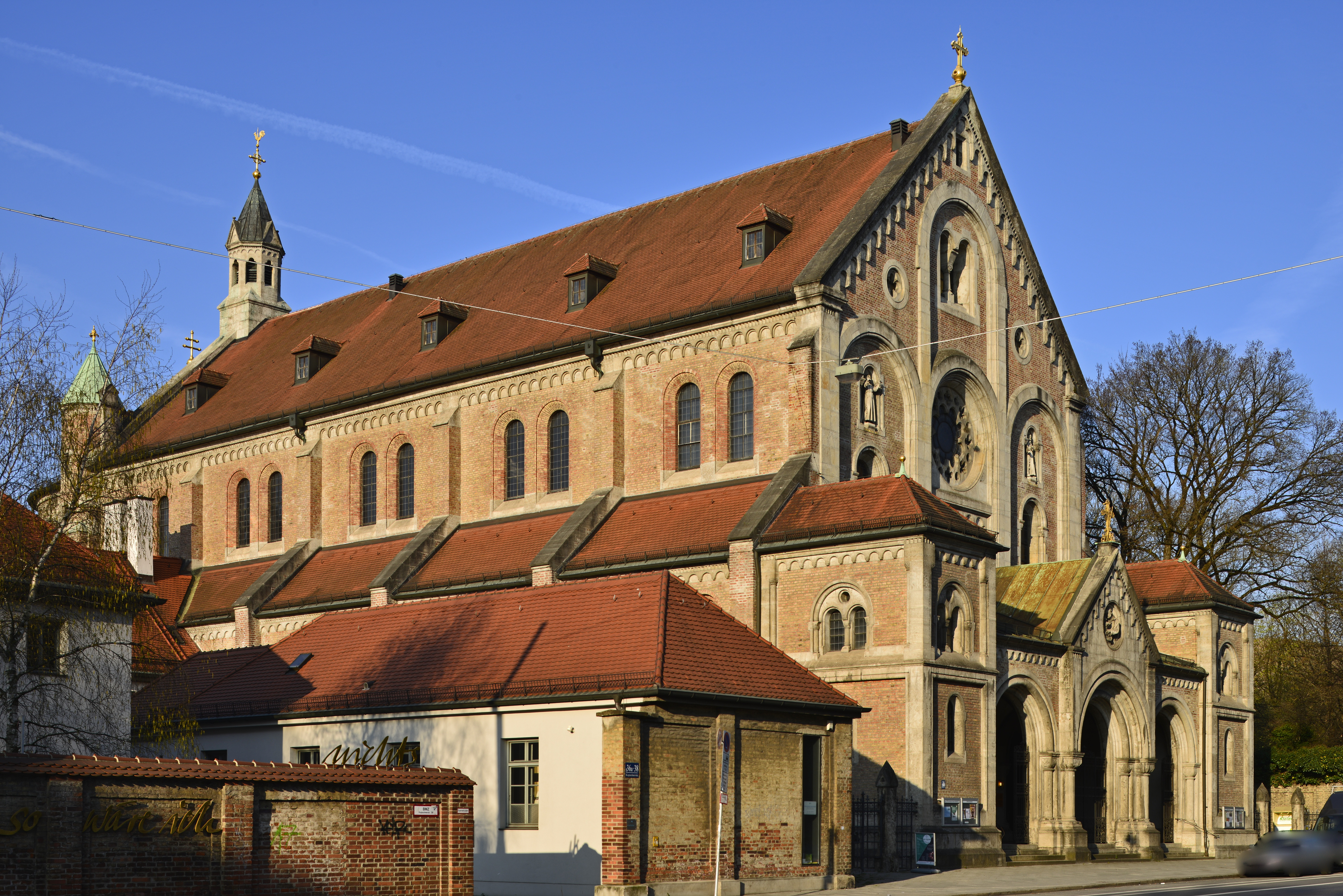
Kirche St. Anton in München (2017)

Die Pfarrkirche St. Anton ist ein römisch-katholisches Kirchengebäude in München. Sie ist dem heiligen Antonius von Padua und dem heiligen Laurentius von Brindisi geweiht.

## Lage
Die Kirche liegt in dem Münchner Stadtteil Isarvorstadt an der Kapuzinerstraße 36 gegenüber dem Alten Südlichen Friedhof. Sie ist etwa in Nord-Süd-Richtung ausgerichtet, parallel zur Schmerzhaften Kapelle.

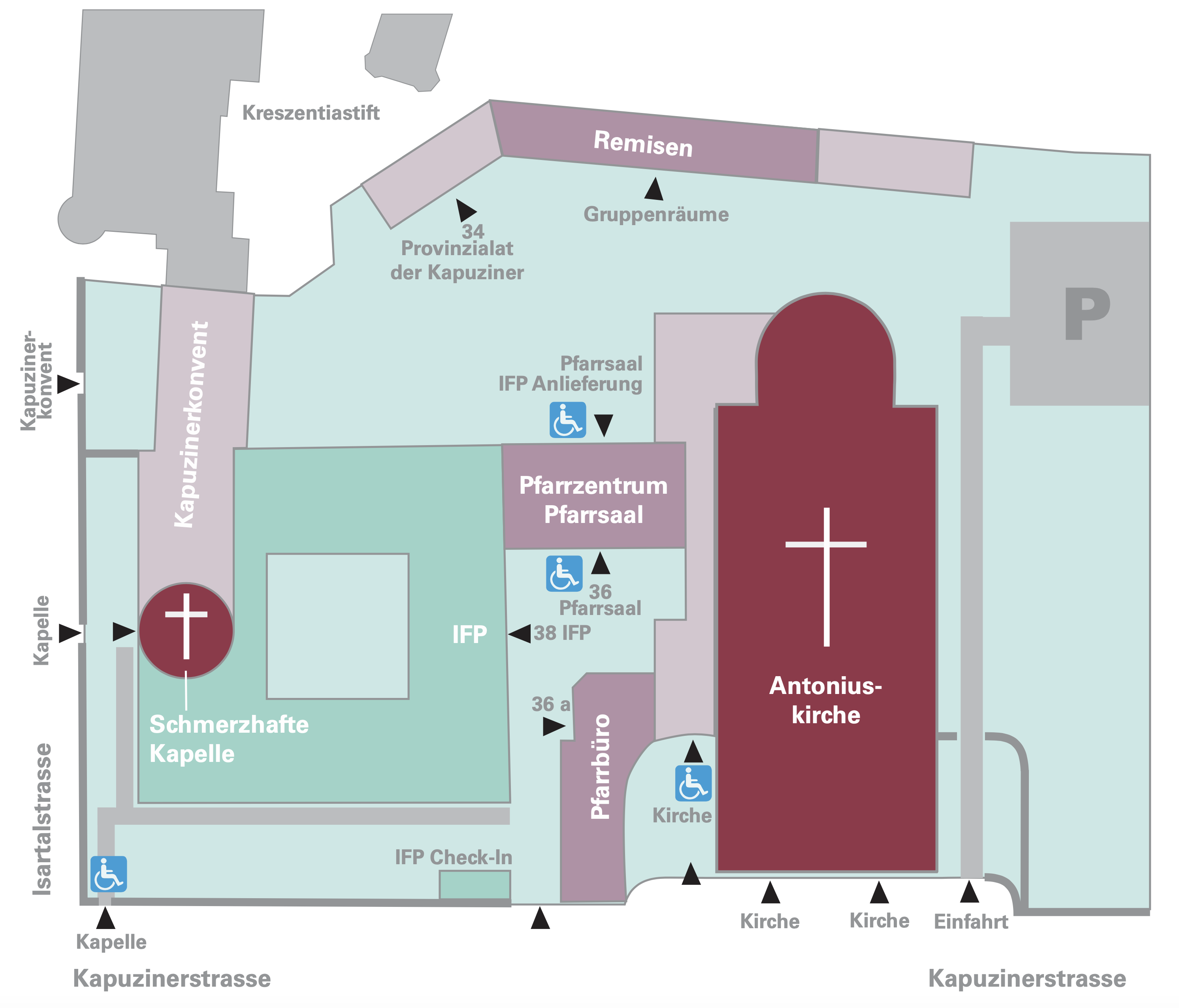
Lageplan von Schmerzhafter Kapelle, Kapuzinerkloster, Räume des Pfarrverbands Isarvorstadt, IFP und Kirche St. Anton im Areal zwischen der Isartalstraße und der Kapuzinerstraße

## Denkmalschutz
Das Kirchengebäude steht unter Denkmalschutz. Es wurde unter der Aktennummer D-1-62-000-3222 in der Denkmalliste des Bayerischen Landesamtes für Denkmalpflege erfasst.

## Geschichte
Die Bewohner des ursprünglich dünn besiedelten Glockenbachviertels wurden von den Kapuzinern des 1846 gegründeten Klosters St. Anton seelsorglich betreut. Mit zunehmendem Bevölkerungswachstum und der Entstehung des Schlachthausviertels wurde jedoch die als Klosterkirche dienende Schmerzhafte Kapelle zu klein. Daher wurde 1893–95 nach Plänen von Ludwig Marckert und dem Bauleiter Hans Schurr westlich des Klosters eine neue, größere Kirche für die umliegenden Stadtteile errichtet und dem heiligen Antonius von Padua gewidmet. Als Mitpatron ist die Kirche dem heiligen Laurentius von Brindisi geweiht. Dieser war der Ordensgeneral, der die Kapuziner in München einführt hatte.

## Architektur

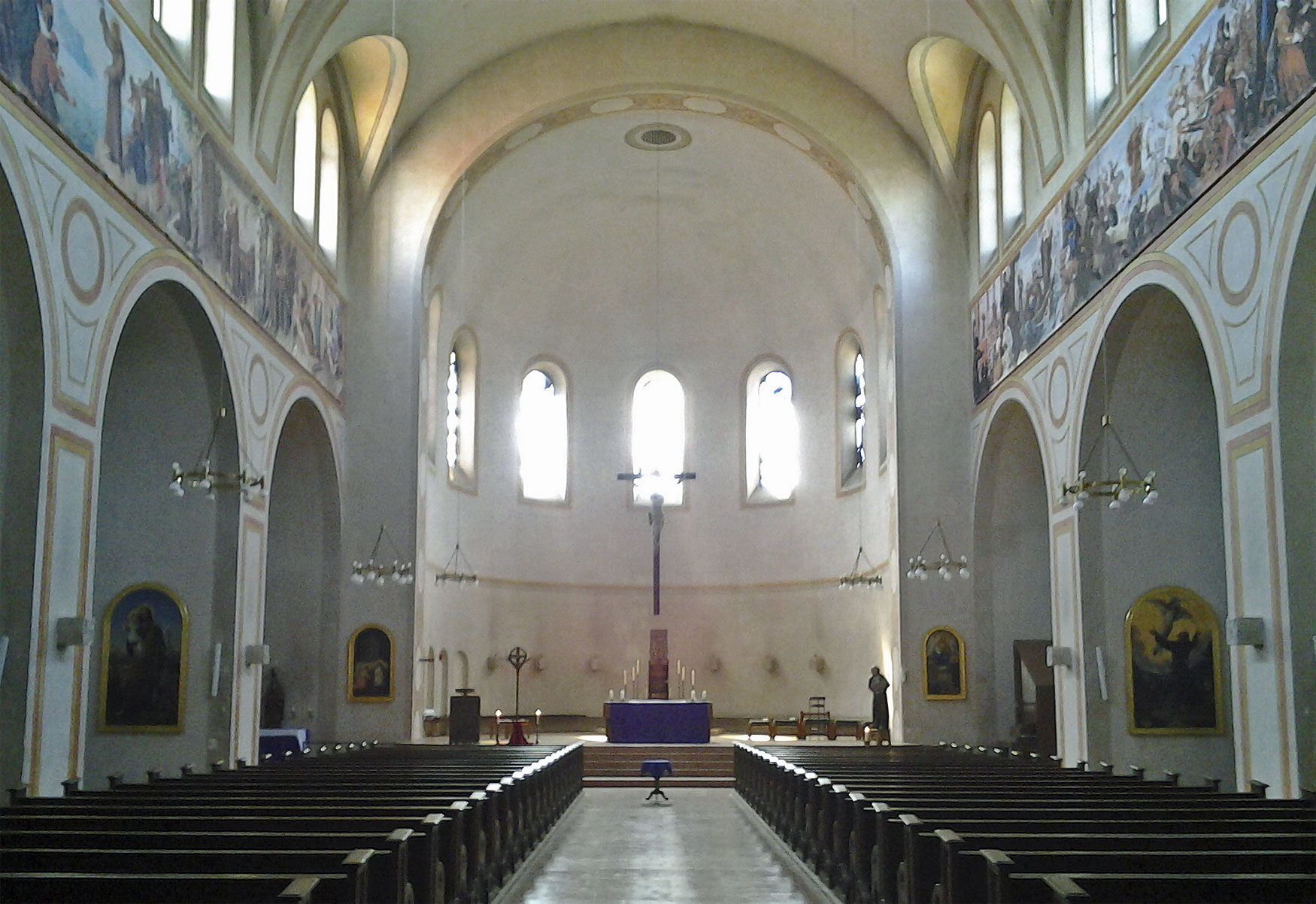
St. Anton – Innenraum mit Blickrichtung Altarraum

St. Anton ist eine neuromanische Basilika mit halbrund geschlossenem Chor. Zum rötlichen Backstein der Wandflächen steht der helle Werkstein der Kanten, Bogenfriese und Laibungen in reizvollem Kontrast. Statt eines Turms trägt der First am Übergang vom Langhaus zum Chor einen Dachreiter. Die Wandflächen sind reich gegliedert. Besonders aufwendig ist der Portalgiebel gestaltet, vor dem eine dreibogige Eingangshalle mit zweigeschossigen Flankenbauten steht.

## Glasfenster in der Apsis
Die Apsis war ursprünglich mit einer großen Wandmalerei versehen, welche im Zuge des Umbaus 1966 entfernt wurde. Stattdessen wurden zu den vorhandenen vier Fenstern in der Apsis drei weitere geschaffen. Die insgesamt sieben Fenster wurden als Glasfenster gestaltet vom Künstler Alfred Schöpffe. Thema der Fensterfolge ist der Sonnengesang des Franziskus.

## Wandmalereien
Die 1966 entfernten Wandmalereien von Josef Kastner unterhalb der Fenster zeigten in 12 Meter Höhe Bilder aus dem Leben der beiden Kirchenpatrone einander programmatisch gegenübergestellt. 1997/98 erwarb die Kirchengemeinde die zwei originalen gerahmten Farbentwürfe (173 cm breit, 24,5 cm hoch) der Kastner-Hochschiff-Wandmalereien. Daraus wurden mit modernen technischen Mitteln wurden die Farbentwürfe fotografiert, digital aufbereitet und in der Größe der einstigen Wandmalereien auf großflächigen Plakatbahnen gedruckt. Die Stoffdrucke wurden wie die ursprünglichen Wandmalereien an den beiden Seitenwänden des Kirchenschiffes angebracht und am 13. Juni 2011, dem Patroziniumstag, der Gemeinde präsentiert.
Das erste Gemälde an der linken Seitenwand zeigt die Bestattung der Gebeine von fünf marokkanischen Märtyrern in der Kirche von Coimbra, woraufhin Antonius den Entschluss fasste, sich den Franziskanern anzuschließen. Am bekanntesten ist wohl die Fischpredigt am Hafen von Rimini. Da die Einwohner von den Stadtvorstehern angewiesen worden waren, sich seine Predigten nicht anzuhören, versammelten sich die Fische und streckten ihre Köpfe aus dem Wasser, wodurch ein großer Teil der Bevölkerung der Stadt bekehrt wurde. Graf Tiso schenkte ihm eine Einsiedelei unter einem Nussbaum in Camposampiero bei Padua und beobachtete ihn dort, wie er in einer Ekstase das Jesuskind in den Armen zu halten schien. Nach seinem Tod wurde er in der Kirche Santa Maria Mater Domini, der heutigen Kapelle Madonna Mora der Basilika Sant’Antonio in Padua aufgebahrt.
Die Bilder an der rechten Seitenwand zeigen Laurentius unter anderem beim Kampf der kaiserlichen Truppen gegen die Türken sowie schließlich am rechten Rand nach seinem Tod aufgebahrt in Lissabon.

## Orgel

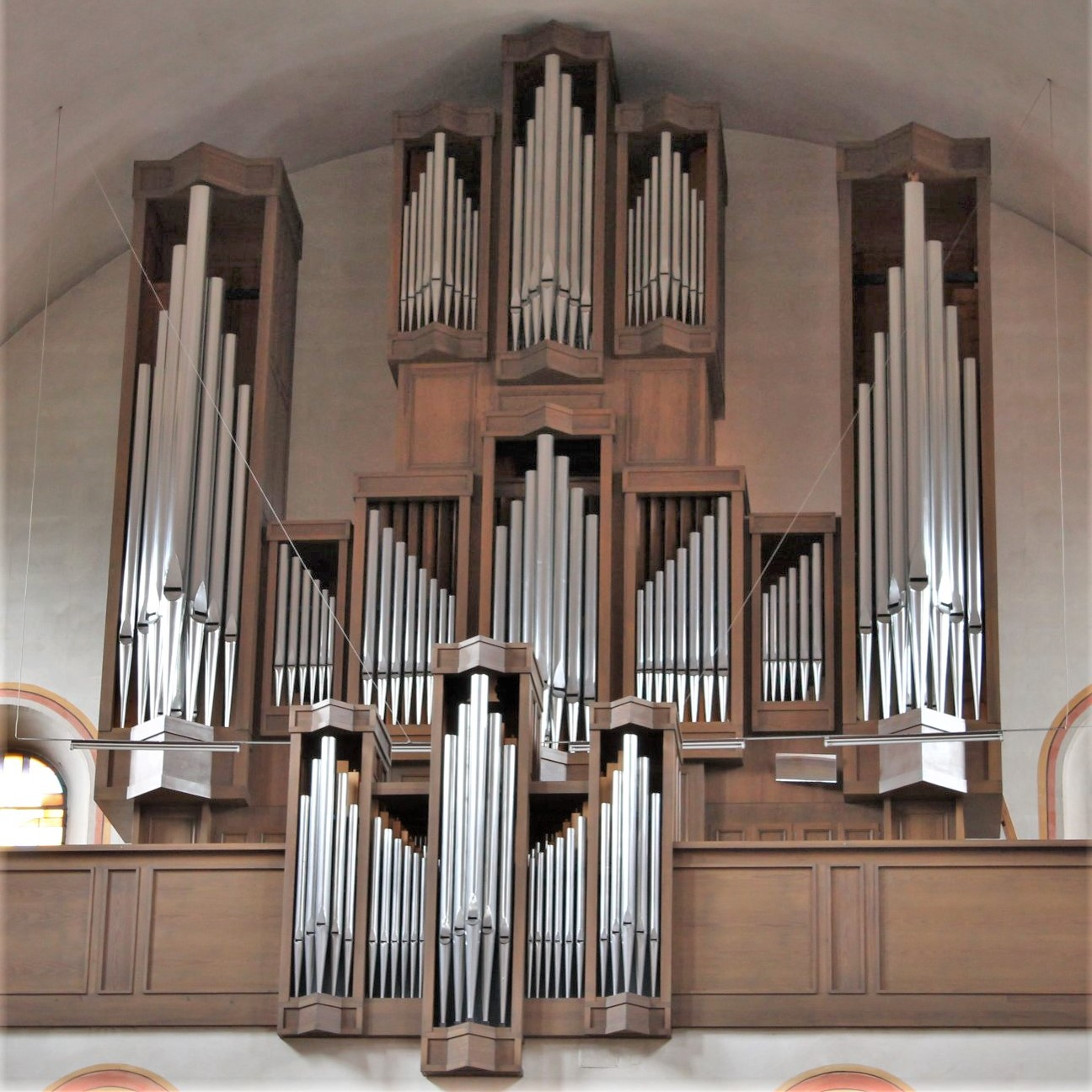
Orgel

Die Orgel wurde 1977 von WRK Orgelbau gebaut. Sie hat 44 Register auf drei Manualen und Pedal. Eine technische und klangliche Revision wurde 2008 durch die Firma Münchner Orgelbau durchgeführt. Die heutige Disposition lautet:
| I Rückpositiv |       |
| Hohlflöte     | 8′    |
| Holzgedackt   | 8′    |
| Prinzipal     | 4′    |
| Koppelflöte   | 4′    |
| Oktave        | 2′    |
| Gemsquinte    | 1 ⁄3′ |
| Oktävlein     | 1′    |
| Scharff IV    | 1′    |
| Cromorne      | 8′    |
| Tremulant     |       |

| II Hauptwerk |       |
| Bordun       | 16′   |
| Prinzipal    | 8′    |
| Flûte harm.  | 8'    |
| Rohrflöte    | 8′    |
| Oktave       | 4′    |
| Quinte       | 2 ⁄3′ |
| Superoktave  | 2′    |
| Cornet V     | 8′    |
| Mixtur III   | 1 ⁄3′ |
| Cymbel II    | 2⁄3′  |
| Trompete     | 8′    |
| Trompete     | 4′    |

| III Schwellwerk |        |
| Holzquintade    | 16′    |
| Holzprinzipal   | 8′     |
| Viole de Gambe  | 8′     |
| Voix céleste    | 8′     |
| Oktave          | 4′     |
| Holzflöte       | 4′     |
| Nasard          | 2 ⁄3′  |
| Feldpfeife      | 2′     |
| Terz            | 1 3⁄5′ |
| Echomixtur III  | 2′     |
| Fagott          | 16′    |
| Oboe            | 8′     |
| Klarine         | 4′     |
| Tremulant       |        |

| Pedal      |         |
| Prinzipal  | 16′     |
| Subbaß     | 16′     |
| Quintbaß   | 10 2⁄3′ |
| Oktavbaß   | 8′      |
| Gedecktbaß | 8′      |
| Choralbaß  | 4′      |
| Bombarde   | 16′     |
| Posaune    | 8′      |
| Schalmey   | 4′      |

- Koppeln:  II/I, I/II, III/II, I/P, II/P, III/P; Suboktavkoppeln: III/I, III/II
- Spielhilfen: Crescendowalze, Zungeneinzelabsteller, Setzeranlage, Sequenzer, Temporegler für Tremulanten, Zimbelstern
- Bemerkungen: Schleiflade, mechanische Spiel- und elektrische Registertraktur, freistehender Spieltisch

## Glocke
Im Dachreiter der Kirche am südlichen Dachende befindet sich eine Glocke, die 1896 in der Werkstatt J. Strasser zu München gegossen wurde. Die Glocke ertönt im Ton e2, hat einen Durchmesser von 60 cm und ein Gewicht von 110 kg. Die Glocke trägt folgende lateinische Inschrift: O LINGUA BENEDICTA, QUAE DOMINUM SEMPER BENEDIXISTI ET ALIOS BENEDICERE FECISTI. GEGOSSEN VON J. STRASSER 1896 MÜNCHEN (Übersetzung des lateinischen Textes: Gesegnete Zunge, die du immerfort den Herrn gepriesen und viele Menschen angeleitet hast, ihn zu preisen).

## Denkmalschutz
Das Kirchengebäude ist als Baudenkmal in die Bayerische Denkmalliste eingetragen.
Es wurde unter dem Aktenzeichen D-1-62-000-3222 in der Denkmalliste des Bayerischen Landesamtes für Denkmalpflege erfasst.